# Dietzenrode-Vatterode
Dietzenrode-Vatterode là một đô thị thuộc huyện Eichsfeld nước Đức. Đô thị này có diện tích 5,77 km², dân số thời điểm 31 tháng 12 năm 2006 là 142 người.